# Idées noires (chanson)
Pour les articles homonymes, voir Idées noires.
Singles de Bernard Lavilliers
Troisième monde
(1982) Y’a peut-être un ailleurs
(1983)
Singles par Nicoletta
Je N'Vous Aime Plus
(1982) Ma Ville
(1983)
Idées noires est une chanson interprétée par Bernard Lavilliers et Nicoletta, extrait de l'album État d'urgence, paru en 1983.
Une autre version, chantée par Lavilliers en duo avec Catherine Ringer, est parue en 2014 sur l'album Acoustique.

## Historique
Alors que Bernard Lavilliers est en plein enregistrement du titre, auquel devait participer Rickie Lee Jones,, issu de l'album État d'urgence, il peine avec sa choriste qui n'est pas selon lui « suffisamment émotionnelle », ce qui le désespère de ne pas avoir ce qu'il veut. Son producteur, Richard Marsan, lui parle de Nicoletta, que Lavilliers avait rencontré la veille dans un restaurant fréquenté par des musiciens, au cours duquel Jacques Higelin fait les présentations,. Nicoletta, qui vivait à cette époque à Genève, le connaissait peu. 
Appelée le lendemain par Lavilliers en après-midi pour avoir la voix féminine de la chanson, Nicoletta débarque en studio sans savoir sur quoi elle allait poser sa voix. La chanteuse dit à Lavilliers d'essayer, mais qu'il fallait laisser tomber si sa voix ne collait pas avec la sienne. Elle chante alors en retenant sa voix pour rester au niveau du volume sonore de Lavilliers, qui est exigeant sur la manière d'interpréter la partie vocale féminine. Trois heures plus tard, le titre est enregistré. Nicoletta, qui a refusé de transformer cette collaboration en affaire commerciale, fait cadeau de sa collaboration.

## Sortie et réception
Idées noires atteint la 15e place des ventes en France durant deux semaines à la fin du mois juillet 1983 et début août 1983, où il s'écoule à plus de 200 000 exemplaires. 
La promotion de l'album État d'urgence, dont il est extrait, est éclipsée par le succès de la chanson, ce qui conduit à une relative déception de ventes de l'album. Le nouveau manager de Lavilliers, Alain Lahana refuse à tour de bras les passages télés et radio qui sollicitent sans arrêt le duo Lavilliers/Nicoletta. De plus, le chanteur ne la reprendra jamais en concert, sans doute irrité par le matraquage radio de ce titre sur l'incommunicabilité qui passe en boucle sur les ondes. Dans l'émission On n'est pas couché en 2018, Lavilliers dit reprendre cette chanson dans ses concerts actuels, en demandant au public de chanter la partie de Nicoletta. Nicoletta refusera également de l'interpréter sur scène, arguant que le titre « appartient à Bernard, à son aventure » et qu'« elle ne prend pas le matériel d'un autre ». Il figure quand même sur toutes les compilations de la chanteuse. Le duo se retrouve à ce moment-là et à leur insu dans les colonnes de France Dimanche et autres Ici Paris.
Au Québec, le single s'est classé durant quinze semaines au hit-parade à partir du 10 septembre 1983 et a atteint la 7e place.

## Reprises
Lavilliers reprend lui-même Idées noires en 2014 en duo avec Catherine Ringer pour son album Acoustique.